# كحول الفينيثيل
كحول الفينيثيل (بالإنجليزية: Phenethyl alcohol)‏ أو 2-فينيل إيثانول، هو مركب كيميائي عضوي يتكون من مجموعة الفينيثيل (C6H5CH2CH2) المرتبطة بـ OH. وهو سائل عديم اللون قابل للذوبان بشكل طفيف في الماء (2 مل / 100 مل ماء)، ولكنه قابل أيضاً للامتزاج مع معظم المذيبات العضوية. يوجد على نطاق واسع في الطبيعة، حيث يوجد في مجموعة متنوعة من الزيوت الأساسية. وله رائحة زهور لطيفة.